# Salvia jurisicii
Salvia jurisicii es una especie de planta herbácea perennifolia de la familia de las lamiáceas. Es originaria de las altas montañas de la región formada por la antigua Yugoslavia, Bulgaria y Albania.

## Descripción
Salvia jurisicii es una pequeña planta compacta, de aproximadamente 30 cm de alto y ancho, con hojas pinnadas que tienen segmentos lineales. Las hojas son de color verde oliva muy ramificadas, con pelos en la parte posterior de las costillas y las hojas de la planta dando una apariencia espumosa. Las flores de 1,5 cm están cubiertas de pelos y crecen en verticilos cerrados que se dan vuelta hacia abajo. Las gamas de color de la flor varía del blanco al violeta.

## Taxonomía
Salvia jurisicii fue descrita por Kosanin y publicado en Glas Srpske Kral. Akad. 119: 26 1926.
Etimología
Ver: Salvia